# Talking Back to the Night
| Recensione    | Giudizio |
| ------------- | -------- |
| AllMusic      | [ 2 ]    |
| Rolling Stone | [ 3 ]    |

Talking Back to the Night è il terzo album solista del musicista soul bianco Steve Winwood pubblicato nel 1982 per l'etichetta discografica Island Records. Uscito due anni dopo Arc of a Diver, non ebbe però tanto successo come il suo predecessore, pervenendo al 28º posto del Billboard 200. Allo stesso modo il brano Valerie ebbe poco riscontro di vendite nel 1982 ma, allorché venne rimixato e pubblicato nel 1987 per l'album Chronicles, entrò fra le top 10. Anche le canzoni Help Me Angel e Talking Back to the Night vennero rimissate per Chronicles. Quest'ultima per la prima volta uscì come singolo.
Winwood suona tutti gli strumenti di questo album.

## Tracce
1. Valerie – 4:05 (Will Jennings, Richard Thompson, Steve Winwood)
2. Big Girls Walk Away – 3:51 (Will Jennings, Steve Winwood)
3. And I Go – 4:12 (Will Jennings, Steve Winwood)
4. While There's a Candle Burning – 3:11 (Will Jennings, Steve Winwood)
5. Still in the Game – 4:51 (Will Jennings, Steve Winwood)
6. It Was Happiness – 4:58 (Will Jennings, Steve Winwood)
7. Help Me Angel – 5:06 (Will Jennings, Steve Winwood)
8. Talking Back to the Night – 5:44 (Will Jennings, Steve Winwood)
9. There's a River – 4:40 (Will Jennings, Steve Winwood)

Durata totale: 40:38

## Organico
- John "Nobby" Clarke - Assistente fonico
- Lynn Goldstein - Fotografia
- Tony Wright - Disegno copertina

## Classifica
Album
| Anno | Classifica        | Posizione |
| ---- | ----------------- | --------- |
| 1982 | The Billboard 200 | 28        |

Singoli
| Anno | Singolo                   | Classifica             | Posizione |
| ---- | ------------------------- | ---------------------- | --------- |
| 1982 | Still in the Game         | Mainstream Rock Tracks | 8         |
| 1982 | Still in the Game         | Billboard Pop Singles  | 47        |
| 1982 | Valerie                   | Mainstream Rock Tracks | 13        |
| 1982 | Valerie                   | Billboard Pop Singles  | 70        |
| 1987 | Valerie                   | Adult Contemporary     | 2         |
| 1987 | Valerie                   | Billboard Hot 100      | 9         |
| 1987 | Valerie                   | Mainstream Rock Tracks | 13        |
| 1988 | Talking Back to the Night | Mainstream Rock Tracks | 17        |
| 1988 | Talking Back to the Night | Billboard Pop Singles  | 57        |